# Suta fasciata
Suta fasciata, auf Deutsch zuweilen als Rosen-Bänderotter oder Rosens Schlange bezeichnet, ist eine Schlangenart aus der Familie der Giftnattern (Elapidae) und zählt zur Gattung Suta. Die wissenschaftliche Erstbeschreibung erfolgte durch Nils Valfrid Rosén im Jahr 1905 unter der Bezeichnung Denisonia fasciata. Es sind keine Unterarten bekannt.

## Merkmale
Suta fasciata erreicht eine Gesamtlänge bis 61,5 cm, durchschnittlich werden 38 bis 39 cm erreicht. Der Körper ist kräftig gebaut. Der Kopf ist relativ flach, breit und deutlich vom Hals abgesetzt. Die Augen besitzen eine vertikal elliptische Pupille. Der Körper besitzt oberseits eine orangebraune, gelbbraune oder blassgraue Grundfärbung sowie ein Muster unregelmäßiger Flecken von dunkelbrauner bis schwärzlicher Färbung. Die einzelnen Flecken können miteinander verschmolzen sein. Zwischen Nasenöffnung, Auge und Nackenmitte zeichnet sich ein dunkles Schläfenband ab. Die Bauchseite ist cremefarben oder weißlich gefärbt. Der Giftapparat besteht, wie für Giftnattern typisch, aus seitlich des Schädels befindlichen Giftdrüsen (spezialisierte Speicheldrüsen) und im vorderen Oberkiefer befindlichen, unbeweglichen Fangzähnen (proteroglyphe Zahnstellung).

### Pholidose
Die Pholidose (Beschuppung) zeigt folgende Merkmale:
- 17 bis 19 Reihen glatter Rumpfschuppen (Scuta dorsalia),
- 144 bis 182 Bauchschilde (Scuta ventralia),
- 20 bis 38 Unterschwanzschilde (Scuta subcaudalia) und
- 1 ungeteiltes Analschild (Scutum anale).

## Verbreitung
Das Verbreitungsgebiet liegt in Western Australia, einem Bundesstaat Australiens. Besiedelte Biotope sind vielgestaltig und umfassen trockenes Buschland ebenso wie feuchtere Habitate. Häufig ist Suta fasciata in Waldbeständen mit Acacia aneura oder anderen Akazien-Arten anzutreffen.

## Lebensweise
Suta fasciata führt eine bodenbewohnende und weitestgehend dämmerungs- und nachtaktive Lebensweise. Als Verstecke können Felsen, Steine, Baumstubben, Rinde oder alte Termitenbauten dienen. Zum Beutespektrum der Art zählen Echsen, in erster Linie Skinke und Agamen. Die Fortpflanzung erfolgt durch Ovoviviparie, also ei-lebendgebärend. Ein Wurf umfasst drei bis sieben lebende Jungschlangen, welche bei der Geburt circa 12 cm messen. Bei Bedrohung flieht die Schlange. Wird sie in die Enge getrieben oder gegriffen, setzt sie sich durch heftige Körperbewegungen und Bisse zur Wehr.

## Schlangengift
Zusammensetzung und Pharmakologie des Giftsekrets von Suta fasciata sind weitgehend unbekannt. Vermutlich sind Giftbisse der Art nicht lebensbedrohlich. Zumeist treten nur Lokalsymptome (z. B. Schwellung, Schmerz) auf. Eine ärztliche Begutachtung sollte dennoch erfolgen, da seltene systemische Effekte der Toxine oder etwaige Komplikationen nicht ausgeschlossen werden können. Ein Antivenin steht nicht zur Verfügung.